# Buzz (linie lotnicze)
Buzz – polska linia lotnicza z siedzibą w Warszawie należąca do Ryanair Holdings.

## Historia
Powstała w 2017 pod nazwą Ryanair Sun, z założeniem realizacji połączeń czarterowych dla polskich touroperatorów, realizując połączenia Boeingami 737.
Przewoźnik 3 kwietnia 2018 otrzymał certyfikat AOC przyznany przez Urząd Lotnictwa Cywilnego. Rozpoczął działalność 23 kwietnia 2018, a pierwszy lot odbył się 26 kwietnia 2018, na trasie z Poznania do Zakintos. W Poznaniu i Wrocławiu przewoźnik wykorzysta infrastrukturę już istniejących baz, natomiast w Katowicach i w Warszawie powstaną nowe. W pierwszym roku działalności Buzz skupił się wyłącznie na lotach czarterowych.
W lutym 2019 Ryanair Sun poinformował o rebrandingu na Buzz. Pod nowym logotypem zaczął realizować operacje 28 października tego samego roku.
W późniejszych latach Buzz rozpoczął obsługę połączeń regularnych dla grupy Ryanair. Linia realizuje połączenia pomiędzy europejskimi miastami i kurortami.

## Flota
Według stanu na maj 2025 flota Buzz składała się z 74 samolotów o średnim wieku 8,2 lat:
| Samolot          | Samolot | Samolot   | Liczba miejsc | Uwagi |
| Model            | Aktywne | Zamówione | Liczba miejsc | Uwagi |
| ---------------- | ------- | --------- | ------------- | ----- |
| Boeing 737-700   | 1       | -         | 148           |       |
| Boeing 737-800   | 54      | -         | 189           |       |
| Boeing 737 MAX 8 | 19      | -         | 197           |       |
| Łącznie          | 74      | 0         |               |       |